# Picatrix

Le Picatrix est le nom latin d'un traité de magie et d'hermétisme médiéval. 
Il s'agit de la traduction du traité arabe Ghāyat al-ḥakīm (La Finalité du Sage). L'ouvrage fut initialement attribué à Maslama al-Mayriti (al-Majrīṭī, vers 950-1008), notamment par Ibn Khaldūn et une partie de la tradition manuscrite. On pensait donc qu'il avait été écrit au milieu du XIe s. En réalité, une étude récente de Maribel Fierro a démontré que l'auteur était Maslama b. Qāsim al-Qurṭubī (m. 353/964), ce qui situe la rédaction de l'ouvrage dans la première moitié du Xe s., dans le contexte du soufisme bāṭinite andalou. 
Il connaît un très grand succès à la Renaissance, grâce à la traduction faite par Alphonse le Sage.  
Pic de la Mirandole en aurait possédé un exemplaire dans sa bibliothèque. 

## Genèse du traité
Il s'agit à l'origine d'un traité arabe Ghāyat al-ḥakīm (La Finalité du Sage) composé dans l'Al-Andalus dans la première moitié du Xe s. Après sa conquête sur les musulmans par Alphonse VI de Castille en 1085, Tolède devient un centre de traduction très réputé, et un lieu de rencontres entre les savants juifs, musulmans et chrétiens. Le Ghāyat al-ḥakīm est traduit en castillan (version dont il ne reste que des bribes), puis en latin sous Alphonse X le Sage, à la fin des années 1250. La traduction l'attribue au mathématicien alchimiste et astronome Maslama al-Majrîtî (vers 950-1008), dont le latin Picatrix, possible déformation du castillan Picatriz serait la traduction du surnom Maslama.
La version arabe fut découverte vers 1920 par l'orientaliste et bibliothécaire Wilhelm Printz, et traduite en allemand par Helmut Ritter en 1933.

## Contenu
C'est un ouvrage de compilation. « Les sources de cet assemblage sont multiples : opuscules magiques, astrologiques et hermétiques élaborés au Proche-Orient à partir du IXe s., textes sabéens, hermétiques, ismaéliens... Le texte se présente comme une juxtaposition de recettes de magie astrale et spirituelle et de passages théoriques plus ou moins inspirés par des spéculations néo-platonisantes. Le Picatrix commence par définir la nigromancia comme ce qui se dit « de toutes les choses qui sont cachées à l'appréhension et dont la majorité des hommes ne comprennent pas comment elles se font ni de quelles causes elles proviennent ». Cette science est divisée en trois parties : dans la première, pratique, les « opérations se font de l'esprit sur l'esprit » ; la deuxième, la fabrication des images (talismans) consiste à appliquer « un esprit dans un corps » ; la troisième, enfin, l'alchimie, est l'application d’« un corps dans un corps ». Le pouvoir de l'image fabriquée provient au moins en partie de la conjonction de la vertu terrestre et de la vertu astrale. Mais le Picatrix accorde aussi une grande place à l'intervention des esprits planétaires. »

## Extrait
Cet extrait est une invocation à Hermès :
« Tu es si secret que ta nature n'est pas connue, tu es si subtil que tu ne peux être défini par aucun qualificatif, car avec le masculin tu es masculin, avec le féminin tu es féminin, avec la clarté du jour tu possèdes la nature du jour, avec l'ombre de la nuit tu possèdes la nature de la nuit ; tu rivalises avec tout cela dans sa nature et te fais semblable à cela dans tous ses modes d'être. Tel es-tu. Je t'invoque par tous tes noms : en arabe, ô Otared ! en persan, ô Tir ! en romaïque, ô Harus ! en grec, ô Hermès ! en hindi, ô Bouddha !... Accorde-moi l'énergie de ton entité spirituelle pour qu'elle donne force à mon bras, qu'elle me guide et me rende facile l'étude de toutes connaissances. Par Haraquiel, l'ange qui veille sur tes domaines, sois attentif à ma prière, écoute ma requête.
Que ta sagesse me guide, que ta force me protège, fais-moi comprendre ce que je ne comprends pas, savoir ce que je ne sais pas, voir ce que je ne vois pas. Éloigne de moi les maux qui se cachent dans l'ignorance, dans l'oubli et dans la dureté de cœur, pour me faire atteindre la condition des anciens sages dans le cœur desquels la sagesse, la pénétration, la vigilance, le discernement et la compréhension avaient élu leur demeure.
Réside en mon cœur avec l'énergie qui émane de ta noble entité spirituelle ; qu'elle ne s'écarte pas de moi et que sa lumière me serve de guide dans tous mes desseins. »

### Éditions et traductions
- (de) Picatrix: Das Ziel des Weisen von Pseudo-Magriti, aus dem Arabischen ins Deutsche übersetzt von Hellmut Ritter und Martin Plessner [Picatrix: le but du sage du pseudo-Magriti, traduit de l'arabe en allemand par  Ritter et Plessner]. London: Warburg Institute, 1962.
- David Pingree, Picatrix, the Latin Version of the Ghayat al-hakim, Studies of the Warburg Institute, University of London (1986),   (ISBN 0854810692)
- Béatrice Bakhouche, Frédéric Fauquier, Brigitte Pérez-Jean, Picatrix. Un traité de magie médiéval, Turnhout (Belgique), Brepols, 2003, 383 p. - présentation sur le site de Béatrice Bakhouche -Université Montpellier 3 recension par Max Lejbowicz dans les Cahiers de recherche médiévales - recension par Claude Lecouteux dans Le Moyen Âge -(Livre sur Google books)

### Études
- Maribel Fierro, "Bāṭinism in al-Andalus. Maslama b. Qāsim al-Qurṭubī (d.353/964), author of the Rutbat al-Ḥakīm and the Ghāyat al-Ḥakīm (Picatrix)", Studia Islamica, 84 (1996), p. 87-112.
- Graziella Federici Vescovini, Le Moyen Âge magique, Vrin, 2011, p. 45-48.
- Dictionnaire de la magie et des sciences occultes, Le livre de poche, 2006, p. 559-560.
- David Pingree, "Some of the Sources of the Ghāyat al-hakīm", in Journal of the Warburg and Courtauld Institutes, Vol. 43, (1980), pp. 1–15.
- David Pingree, "Between the Ghāya and the Picatrix I: The Spanish Version", in Journal of the Warburg and Courtauld Institutes, Vol. 44, (1981), pp. 27–56.
- Jean-Patrice Boudet, Anna Caiozzo, Nicolas Weill-Parot, Images et magie, Picatrix entre Orient et Occident, Champion, 2011.